# Jao Tsung-i

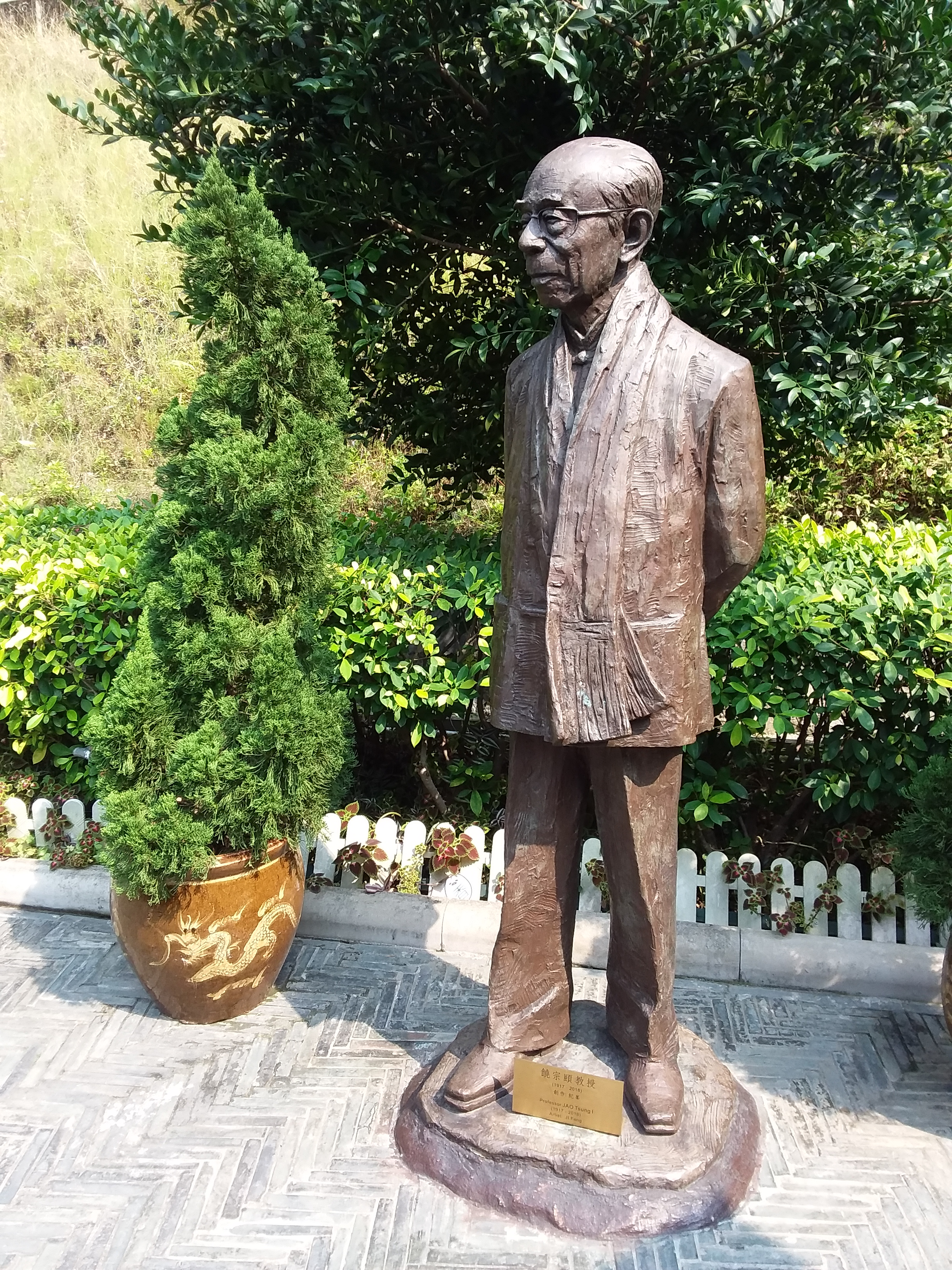
Statue de Jao Tsung-i à l'académie Jao Tsung-i.

Jao Tsung-i (饒宗頤, 9 août 1917 - 6 février 2018), aussi connu sous le nom de Rao Zongyi, est un sinologue, calligraphe, historien, et peintre hongkongais. Érudit polyvalent et prolifique, il a contribué à de nombreux domaines des sciences humaines, notamment l'histoire, l'archéologie, l'épigraphie, les traditions folkloriques, la religion, l'histoire de l'art, la musicologie, la littérature et l'orientologie. Il a publié plus de 100 livres et environ 1 000 articles universitaires au cours d’une carrière de plus de 80 ans.
Lui et Ji Xianlin étaient considérés par leurs contemporains comme les deux plus grands universitaires chinois en sciences humaines. Surnommé la « fierté de Hong Kong » par le Premier ministre chinois Li Keqiang, Jao a reçu de nombreux prix, notamment la Médaille Grand Bauhinia, la plus haute distinction décernée par le gouvernement de Hong Kong. La Petite Ecole Jao Tsung-i de l'université de Hong Kong, la fondation des études Jao, et l'académie Jao Tsung-i (en) de Kowloon ont été fondées en son nom.

## Biographie
Jao est né en 1917 à Chao'an (actuel Xiangqiao), dans une famille instruite Teochew d'ascendance Hakka.
Il utilise également les noms de courtoisie Gu'an et Bolian, et le nom d'artiste Xuantang. En grande partie scolarisé à domicile et autodidacte, il écrit Les revues scolastiques de Gu Tinglin à l'âge de 14 ans.

### Carrière
Jao enseigne dans plusieurs universités de Chine continentale avant de déménager à Hong Kong en 1949. Dans les années suivantes, il enseigne à l'université de Hong Kong, l'université nationale de Singapour, l'institut d'histoire et de philologie de l'Academia Sinica à Taiwan, l'université chinoise de Hong Kong, l'École française d'Extrême-Orient, l'École pratique des hautes études de Paris, et l'université Yale aux États-Unis. Il a également été professeur honoraire dans plusieurs universités chinoises prestigieuses, notamment l'université de Pékin, l'université Fudan, l'université de Nankin, et l'université du Zhejiang.

### Recherches universitaires
Jao est un érudit très polyvalent et prolifique. Ses recherches couvrent un vaste éventail de sciences humaines, notamment les os oraculaires, l'archéologie, l'épigraphie, les traditions folkloriques, la religion, l'histoire de l'art, la musicologie, la littérature, et l'orientologie. Au cours de sa carrière de 80 ans, il a publié plus de 100 livres et environ 1 000 articles scientifiques. Sous l'influence de l'assyriologue français Jean Bottéro, il apprend le cunéiforme et passe dix ans à traduire l'épopée akkadienne Enūma eliš en chinois, comblant ainsi une lacune majeure dans la connaissance chinoise de l'ancienne Babylone.
En 1959, il publie Yindai zhenbu renwu tongkao (殷代貞卜人物通考, litt. « Os oraculaires divinatoires de la dynastie Yin »), qui lui vaut le Prix Stanislas-Julien de l'Académie des inscriptions et belles-lettres en 1962. En 2000, il reçoit la Médaille Grand Bauhinia, la plus haute distinction décernée par le gouvernement de Hong Kong.

### Arts
En plus de ses activités académiques, Jao est également calligraphe, peintre, et musicien. Il a créé son propre style calligraphique appelé « écriture cléricale Jao ». Son installation d'art calligraphique, 
Le Chemin de la sagesse (The Wisdom Path), est devenue une attraction importante de Ngong Ping à Hong Kong. Il est un maître interprète de l'ancien instrument chinois guqin.
En août 2017, la poste de Hong Kong (en) a émis une série de six timbres spéciaux illustrés de peintures et calligraphie de Jao.